# Хома Богдан Артурович
Богдан Артурович Хома (нар. 2 квітня 2003, Дніпропетровськ, Україна) — український футболіст, воротар криворізького «Кривбасу».

## Клубна кар'єра
Народився в Дніпропетровську. На дитячо-юнацькому рівні до 2015 року виступав за місцевий «Парус» у регіональних змаганнях. У ДЮФЛУ з 2016 по 2020 рік захищав кольори «Дніпра». Перший тренер — Борис Афанасьєв. На початку серпня 2019 року перебрався до «Дніпра-1». Виступав спочатку за юнацьку команду, а 17 квітня 2021 року дебютував за «спортклубівців» у молодіжному чемпіонаті України. Загалом у сезоні 2020/21 років провів 8 матчів за команду U-19 та 4 поєдинки за команду U-21. 
У липні 2021 року відправився в оренду до «Нікополя». У футболці «городян» дебютував 30 жовтня 2021 року в програному (0:5) виїзному поєдинку 16-го туру групи «Б» Другої ліги України проти зорянських «Балкан». Богдан вийшов на поле на 74-й хвилині замість Олексія Баштаненка. У першій половині сезону 2021/22 років виходив на поле в 2-х поєдинках Другої ліги України.
26 липня 2022 року підписав 3-річний контракт з «Кривбасом», де отримав футболку з 1-м ігровим номером. Вперше до заявки на матч Прем'єр-ліги потрапив 23 серпня 2022 року, на 1-й тур проти ковалівського «Колоса», який завершився поразкою криворожан на  виїзді з рахунком 0:1. Богдан просидів усі 90 хвилин на лаві запасних. Загалом у сезоні 2022/23 років 16 разів потрапляв до заявки на поєдинки Прем'єр-ліги, але залишався основним воротарем юнацької команди клубу.

## Кар'єра в збірній
У 2018 році виступав за юнацьку збірну України (U-15). Також провів 1 товариський матч за команду U-16, проти однолітків з Бельгії.